# Licto

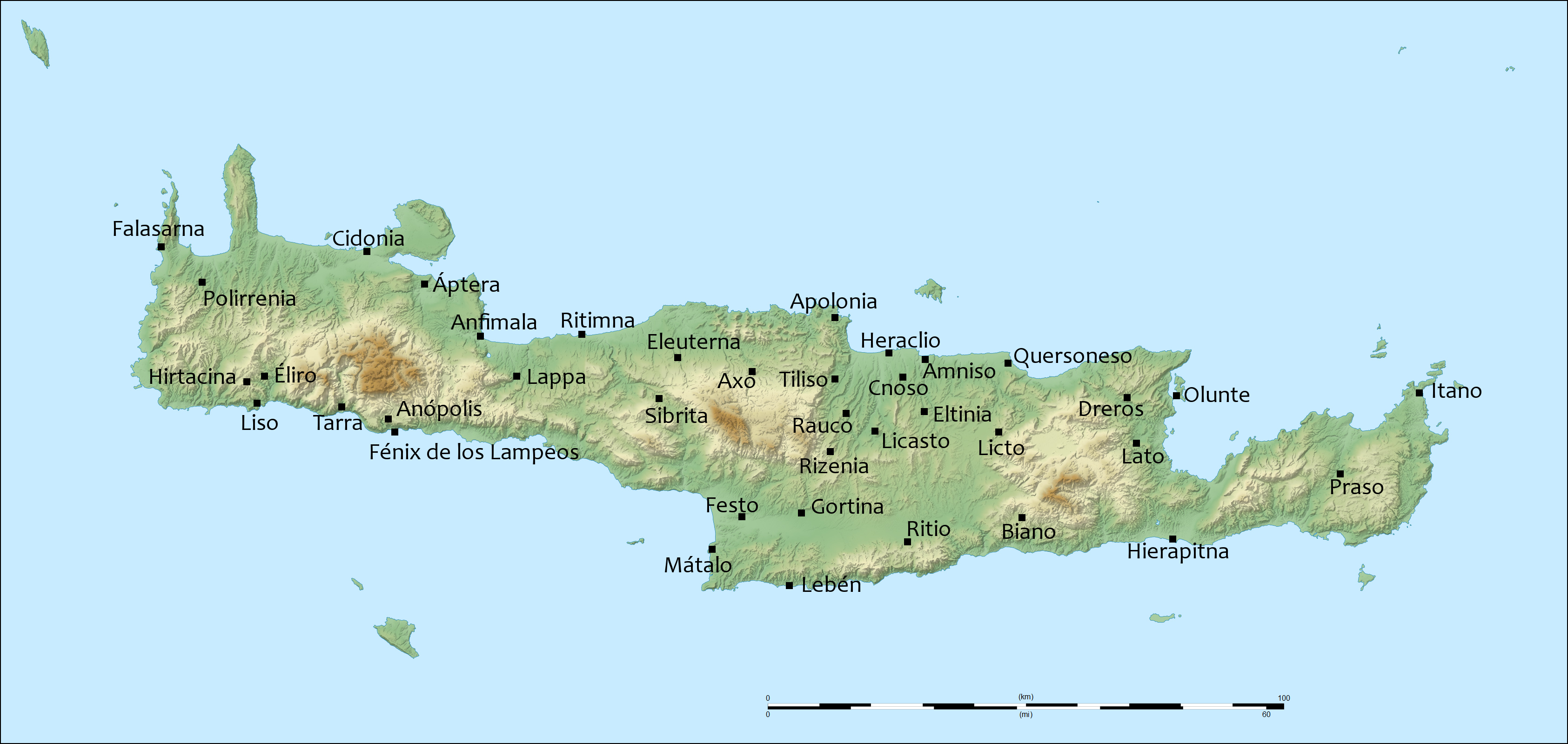
Mapa de Creta con la ubicación de algunas de las principales ciudades en los periodos clásico y helenístico donde figura Licto, en la zona central de la isla, al sur de Quersoneso.

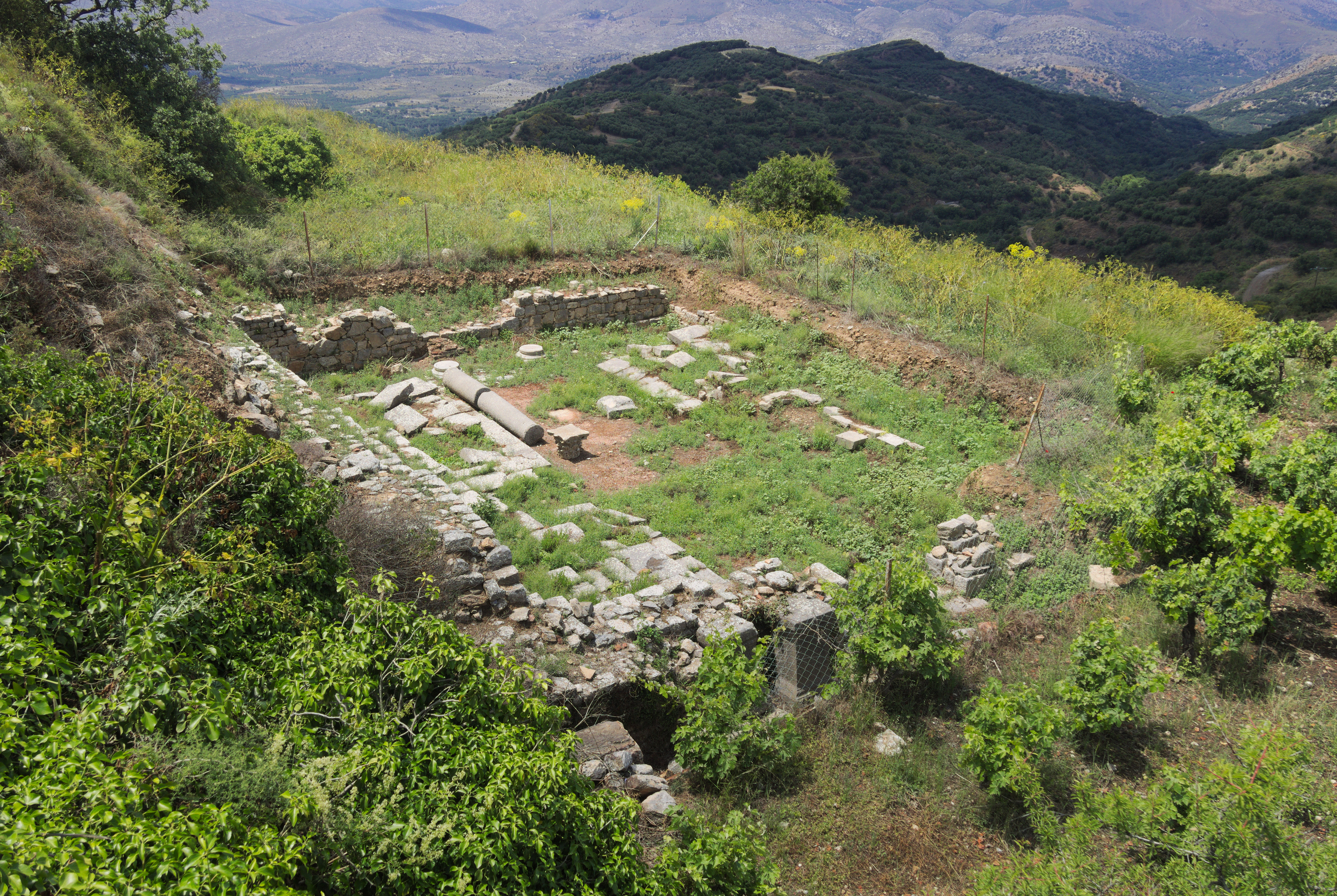
Restos del buleuterio de Licto.

Licto o Lito (en latín Lyctus o Lyttus; en griego, Λύκτος o Λύττος) fue una de las principales ciudades de Creta. Según una tradición de la mitología griega, Licto fue el lugar donde Rea parió a Zeus. Por otra parte, en la ciudad se practicaba el culto a Apolo.
La ciudad moderna se llama Lyttos, y pertenece al municipio de Minoa Pediada y a la unidad periférica de Heraclión.

## Historia
Se ha sugerido que Licto se identifica con un topónimo de las tablillas de lineal B bajo la forma ru-ki-to, aunque también se ha apuntado la posibilidad de que ese topónimo se identifique con otra ciudad llamada Licasto.
La ciudad es mencionada por Homero en la Ilíada. Sus habitantes eran dorios y decían que habían venido de Esparta.
En el año 344/343 a. C., Falecos el focidio ayudó a Cnosos contra sus vecinos de Licto y esta ciudad fue conquistada pero poco después fue expulsado de la ciudad por el rey Arquidamo III de Esparta. La lucha con Cnosos siguió por mucho tiempo y se formó una gran coalición cretense contra Cnosos encabezada por Licto. Pero Cnosos, en 221/220 a. C., aprovechó una ausencia temporal de los soldados de Licto y atacó la ciudad y la destruyó. Sus habitantes se refugiaron en Lappa. Posteriormente recuperaron la ciudad con ayuda de Gortina, que cedió a sus habitantes el territorio de Diatonio, conquistada a Cnosos.
En la conquista romana de Creta, Licto fue saqueada por Quinto Cecilio Metelo Crético, pero continuaba siendo una ciudad en tiempos de Estrabón. También aparece citada en la lista de 22 ciudades de Creta del geógrafo bizantino del siglo VI Hierocles.

## Arqueología
Quedan algunos restos de la antigua ciudad en una colina cercana y en sus proximidades entre los que destaca un edificio romano que se ha interpretado como un buleuterio. También se han encontrado restos de un edificio de la época arcaica, un teatro excavado en la roca, tumbas de varios periodos, el acueducto, y casas del periodo helenístico. También se han hallado monedas de Licto con figuras de un águila y de una cabeza de jabalí. Una ciudad llamada Arsínoe y un puerto llamado Quersoneso pertenecían seguramente a Licto.